# Natalie Clein
Natalie Clein OBE (* 25. März 1977 in Poole) ist eine britische Cellistin.

## Leben
Natalie Clein erregte erstmals internationale Aufmerksamkeit, als sie mit 16 Jahren den „BBC Young Musician of the Year“-Wettbewerb 1994 gewann und den Eurovision Young Musicians in Warschau für sich entscheiden konnte.
Die junge Cellistin trat seither mit zahlreichen Orchestern auf, u. a. mit dem London Philharmonic Orchestra unter Gennadi Roschdestwenski, dem English Chamber Orchestra, dem BBC National Orchestra of Wales, City of Birmingham Symphony Orchestra, Bournemouth Symphony, Philharmonia Orchestra (Sir Neville Marriner, Paul Daniel), dem Royal Scottish National Orchestra (Peter Oundjian), Hallé Orchestra, dem National Youth Orchestra of Great Britain unter Roger Norrington, California Symphony Orchestra, den London Mozart Players, der BBC Symphony, BBC Scottish Symphony und dem Royal Philharmonic.
Sie nimmt regelmäßig an diversen Kammermusik-Festivals auf der ganzen Welt teil, wie etwa in Cheltenham, London, Bath, Oxford, Prussia Cove, Perth (Westaustralien), Vancouver, Divonne (Frankreich), Osnabrück, Delft und Verbier. Neben ihren regulären Kammermusikpartnern Julius Drake, Paul Lewis, Itamar Golan und Charles Owen trat sie u. a. gemeinsam mit Martha Argerich, Melvyn Tan, Imogen Cooper, Stephen Kovacevich, Steven Isserlis, dem Jerusalem String Quartett und dem Takacs Quartett in Erscheinung.
Natalie Clein ist bei EMI UK unter Vertrag.

## Diskografie
- Duruflé: Requiem (Hyperion, 1994)
- Brahms/Schubert: Cello Sonatas, mit Charles Owen, piano (Classics for Pleasure, 2004)
- Chopin/Rachmaninov: Cello Sonatas mit Charles Owen, piano (EMI Classics, 2006)